# ANGPTL3
ANGPTL3‏ (Angiopoietin like 3) هوَ بروتين يُشَفر بواسطة جين ANGPTL3 في الإنسان.